# Пирочинский сельский округ
Пирочинский сельский округ — упразднённая административно-территориальная единица, существовавшая на территории Коломенского района Московской области в 1994—2003 годах.
Пирочинский сельсовет был образован в первые годы советской власти. До 1929 года входил в состав Луховической волости Зарайского уезда Рязанской губернии.
В 1929 году Пирочинский с/с был отнесён к Коломенскому району Коломенского округа Московской области.
14 июня 1954 года к Пирочинскому с/с был присоединён Городищенский с/с.
11 января 1956 года в Пирочинском с/с был образован посёлок Приокский.
1 февраля 1963 года Колменский район был упразднён и Пирочинский с/с вошёл в Коломенский сельский район. 11 января 1965 года Пирочинский с/с был возвращён в восстановленный Коломенский район.
7 августа 1970 года в Пирочинском с/с был упразднён населённый пункт Бабушкин хутор.
23 июня 1988 года в Пирочинском с/с были упразднены посёлок Приокский и хутора Линьков и Шилкин.
3 февраля 1994 года Пирочинский с/с был преобразован в Пирочинский сельский округ.
23 сентября 2003 года Пирочинский с/о был упразднён, а его территория включена в Макшеевский сельский округ.